# 伊尚戈骨

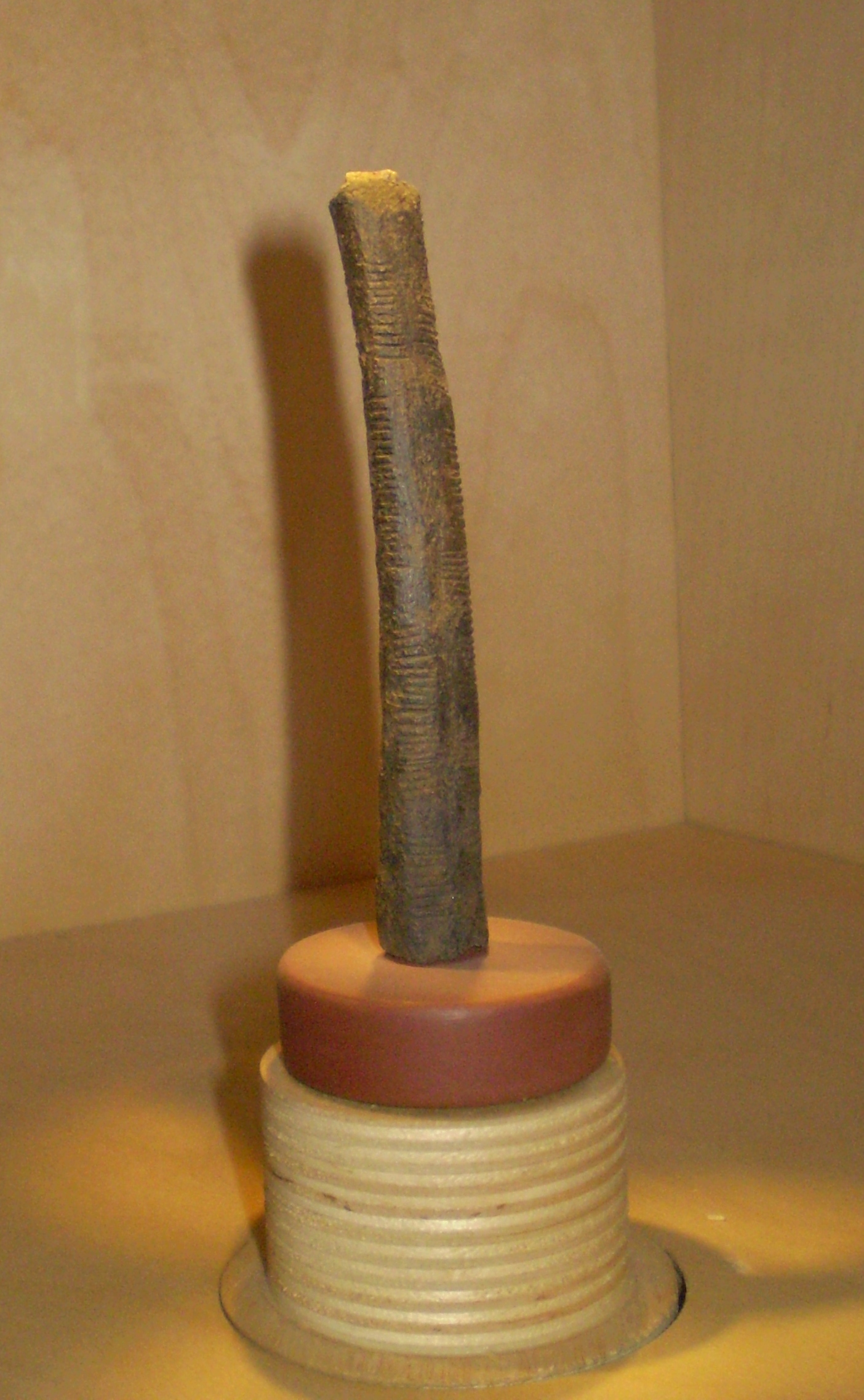
伊尚戈骨展出于比利时皇家自然科学研究所

伊尚戈骨是一个骨器，可追溯至旧石器时代早期。它是一条暗褐色的狒狒的腓骨，其一端嵌有一块锋利的石英，也许为了用于雕刻。一开始它被认为是一根记数棍，因为上面的三列刻痕被解释为计数符号，但是也有人认为这些刻痕只是为了方便抓握，或者其他的非数学的理由。
伊尚戈骨于1960年由比利时人Jean de Heinzelin de Braucourt发现，当时他正在探索比属刚果区域。发掘之处位于塞姆利基河附近的伊尚戈地区。爱德华湖汇入塞姆利河，形成了尼罗河流域的部分源头（今乌干达和刚果民主共和国的边境上）。骨头发现的地方是非洲这个区域一个小型的渔猎采集社区的遗迹。这个定居点焚毁于一次火山爆发。
这个人造物最初被估计起源于公元前9000年到公元前6500多年。然而，在重新评估了发掘地点的年代后，现在它其历史超过20000年（公元前18000年到公元前20000年之间）。
伊尚戈骨永久性展览于比利时布鲁塞尔比利时皇家自然科学研究所处。

## 数学解释

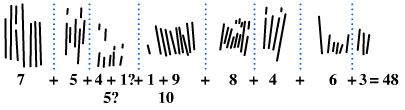
第一（有时候叫做中间）列，图片中不可见，从下到上

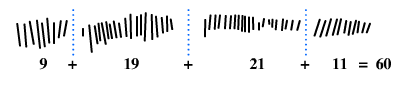
第二（或右）列（图片左边）、从下到上

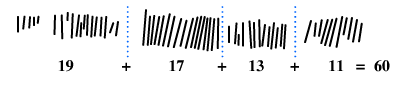
第三（或左）列（图片的右边）、从下到上

骨头上的刻痕分成不对称的三列，这导致了“各种诱人的假设”,例如被用来作为一个计算工具、用于简单的数学流程或者用来构造一个数字系统。 
第三列被解释为“质数表”， 但这更有可能只是一个巧合。数学史家彼得‧S‧鲁德曼认为，直到约公元前500年人类才理解了质数，而质数的概念直接依赖于整除的概念，这一概念的出现应该不早于公元前10,000年。
亚历山大‧马沙克则推测，伊尚戈骨代表一个六个月为周期的太阴历（基于月相的历法）。克劳迪娅‧扎斯拉夫斯凯就此认为，这个工具创造者可能是一个女人，用来跟踪月相周期相关的月经周期。也有人反对这一观点，他们认为马沙克过度解释了数据，证据并不足以支持这是太阴历。

## 第二块骨头
1959年对伊尚戈地区的早期挖掘中，还发现了另外一块骨头。颜色更淡，被刮削、打薄并打磨过，一端已经破损，暴露出空腔。这个古物可能和著名的那块骨头一样，一端嵌有石英，作为一个工具的把手使用。14厘米的长骨的六个侧面，刻有90个刻痕，根据长度被归类为“主要”或“轻微”。Jean de Heinzelin的解释认为主要刻痕为单位或倍数，而轻微的是分数或者余数。他认为这块骨头是用来记录10进制和12进制换算规则的。

## 参看
- 莱邦博骨
- 历史上数学
- 旧石器时代计数棒

## 延伸阅读
1. Shurkin, J.: Engines of the mind: a history of the computer, W. W. Norton & Co., 1984., p21
2. Bogoshi, J., Naidoo, K. and Webb, J.: "The oldest mathematical artifact", Math. Gazette, 71:458 (1987) 294.